# Gorodiszcze
Gorodiszcze – miasto w Rosji, w obwodzie penzeńskim, 48 km na wschód od Penzy. W 2009 liczyło 8362 mieszkańców.